# Edgar Abreu
Luís Edgar Fernandes Abreu (Câmara de Lobos, 16 febbraio 1994) è un calciatore portoghese, centrocampista del Camacha.

## Caratteristiche tecniche
Gioca come centrocampista centrale.

## Palmarès

### Club

#### Competizioni nazionali
- Segunda Liga: 1

Nacional: 2017-2018